# Isola Poputnyj
L'isola Poputnyj (in russo остров Попутный, ostrov Poputnyj) è un'isola russa che fa parte dell'arcipelago di Severnaja Zemlja ed è bagnata dal mare di Kara.
Amministrativamente fa parte del Tajmyrskij rajon del Territorio di Krasnojarsk, nel Distretto Federale Siberiano.

## Geografia
Poputnyj ha una forma irregolare, è lunga 4 km e larga 1,4 km, è libera dai ghiacci e nella parte centrale ha un'altezza di 29 m. Si trova a 650 m dalla costa settentrionale dell'isola del Pioniere, nel canale Junyj (пролив Юуный). La profondità del mare al largo della costa dell'isola è di 28-34 metri.
Il termine poputnyj in italiano significa "associato, che segue, favorevole".